# Admetula epula
Admetula epula là một loài ốc biển, là động vật thân mềm chân bụng sống ở biển trong họ Cancellariidae.

## Miêu tả
Vỏ ốc khoảng 10 mm.